# Список замків Литви
За́мки Литви ранніх часів були переважно дерев'яні, збереглися замки з цегли і каменю, будовані з XIII століття. 
| Зображення | Назва                          | Дата будівництва | Місце                                                                        | Відомості            |
| ---------- | ------------------------------ | ---------------- | ---------------------------------------------------------------------------- | -------------------- |
|            | Аукайміс                       | XIII ст.         | Батакіай, Таурагський район                                                  | не зберігся          |
|            | Баєрбург                       | 1337-1387        | Вельона, Юрбаркський район Маштайчяй, Шакяйський район Юрбаркас              | не збереглися        |
|            | Балтадваріський замок          | 1585             | Балтадваріс, Молетський район                                                | руїни                |
|            | Бебірвайте                     |                  | Каршува                                                                      | не зберігся          |
|            | Біржайський замок              | 1586             | Біржай                                                                       | частково відновлений |
|            | Бісене                         |                  | Картупенський курган, Юрбаркський район                                      | не зберігся          |
|            | Дубінгяйський замок            | 1412–1413        | Дубінгяй, Молетський район                                                   | руїни                |
|            | Дубіський замок                | середньовіччя    | Бубяйський курган, Шяуляйський район Середжіуський курган, Юрбаркський район | не збереглися        |
|            | Ейшишкеський замок             | XV ст.           | Ейшишкес, Шальчинінкайський район                                            | руїни                |
|            | Вежа Гедиміна                  | XIV ст.          | Вільнюс                                                                      | частково відновлений |
|            | Каунаський замок               | XIV ст.          | Каунас                                                                       | частково відновлений |
|            | Клайпедський замок             | XIII ст.         | Клайпеда                                                                     | руїни                |
|            | Колайнюський замок             | XIII ст.         | Бішпільський курган, Юрбаркський район                                       | не зберігся          |
|            | Кривий замок                   | XII ст.          | Вільнюс                                                                      | не зберігся          |
|            | Мідницький замок               | XIII-XIV ст.     | Мідники, Вільнюський район                                                   | частково відновлений |
|            | Норвілішцький замок            | XVI ст.          | Норвілішки Шальчинінкайський район                                           | відновлений          |
|            | Панемунський замок             | XVII ст.         | Витенай, Юрбаркський район                                                   | частково відновлений |
|            | Привалцький замок              | -                | Німан                                                                        | неідентифікований    |
|            | Піленай                        | -                | Жемайтія                                                                     | незнайдений          |
|            | Піленай (Цекліс)               | -                | Жемайтія                                                                     | незнайдений          |
|            | Раудондваріський замок         | XVII ст.         | Раудондваріс, Каунаський район                                               | відновлений          |
|            | Раудонський замок              | XVI ст.          | Раудоне, Юрбаркський район                                                   | відновлений          |
|            | Рокантішцький замок            | XVI ст.          | Науйої-Вільня                                                                | руїни                |
|            | Сідабре                        | XIII ст.         | Калнеліс, Йонишцький район                                                   | не зберігся          |
|            | Старотракайський замок         | XIV ст.          | Старий Тракай, Тракайський район                                             | руїни                |
|            | Сієсікайський замок            | XVI ст.          | Сієсікай, Укмергський район                                                  | відновлений          |
|            | Стревський замок               | XIII ст.         | Лашіняй, Кайшядорський район                                                 | не зберігся          |
|            | Тауразький замок               | 1844–1847        | Таураге                                                                      | відреставрований     |
|            | Тракайський замок              | XIV ст.          | Тракай                                                                       | відновлений          |
|            | Тракайський півострівний замок | XIV ст.          | Тракай                                                                       | частково відновлений |
|            | Упітеський замок               | -                | Упіте, Паневежиський район                                                   | руїни                |
|            | Ворута                         | -                | Шеймінішкельський курган, Анікщяйський район                                 | не зберігся          |